# 3301-es mellékút (Magyarország)
A 3301-es számú mellékút egy közel hét kilométer hosszú, négy számjegyű országos közút Heves vármegye és Borsod-Abaúj-Zemplén vármegye határvidékén. A Tisza-tótól észak-északnyugatra fekvő településeket kapcsolja össze a 33-as főúttal.

## Nyomvonala
A 33-as főútból ágazik ki, annak 26+750-es kilométerszelvénye táján, Poroszló központjában. Északnyugat felé indul, Alkotmány út néven, majd több kisebb irányváltást követően, bő másfél kilométer után éri el a település belterületének északi szélét. Ott keresztezi a Debrecen–Füzesabony-vasútvonalat, kevéssel előtte kiágazik belőle nyugat-északnyugat felé a 33 302-es számú mellékút, amely Poroszló vasútállomást szolgálja ki. Nemsokára eléri a Hevesi Füves Puszták Tájvédelmi Körzet Poroszlói gyepek nevű részterületének határát, onnantól annak keleti határvonalát kísérve húzódik, egy darabig észak, majd északnyugat felé.
Mintegy 4,4 kilométer megtétele után eltávolodik a védett területtől és újra északnak fordul, 5,3 kilométer teljesítését követően pedig átlép Heves vármegye Füzesabonyi járásából Borsod-Abaúj-Zemplén vármegye Mezőkövesdi járásába, ezen belül is Borsodivánka területére. A község legdélebbi házait 6,3 kilométer megtétele után éri el, ott a Rákóczi út nevet veszi fel. A település központjában ér véget, becsatlakozva a Mezőkövesd-Ároktő között húzódó 3302-es útba, annak 16+300-as kilométerszelvénye közelében.
Teljes hossza, az országos közutak térképes nyilvántartását szolgáló kira.gov.hu adatbázisa szerint 6,718 kilométer.

## Története
1945-ben építették ki kövezett útként, 1976-ban betonburkolatot kapott. 2002 és 2005 között volt az eddigi utolsó komolyabb beavatkozás az úton.